# Черни Лом
Черни Лом е река в Северна България, област Търговище – общини Търговище, Попово и Опака и област Русе – общини Две могили и Иваново, лява съставяща на река Русенски Лом. Дължината ѝ е 130 km, която ѝ отрежда 19-о място сред реките на България.

## Географска характеристика

### Извор, течение, устие
Река Черни Лом извира от южното подножие на Лилякското плато, на 480 m н.в., на 1,3 km североизточно от село Александрово, община Търговище. До устието на най-големия си приток река Баниски Лом тече в широка долина в началото на запад, след това на север до село Кардам и на северозапад до устието на Баниски Лом. След устието на Баниски Лом реката променя генералното си направление на северно и долината и добива каньоновидна форма, дълбоко всечена в аптските варовици и мергели. В този участък поради малкия наклон на течението ѝ тя започва да меандрира. На 3,2 km източно от село Иваново, на 47 m н.в. се слива с идващата отдясно река Бели Лом и двете заедно дават началото на река Русенски Лом.

### Водосборен басейн, притоци
Площта на водосборния басейн на Черни Лом е 1276 km2, което представлява 44,4% от водосборния басейн на река Русенски Лом, като преобладават главно левите притоци. Югозападния сектор от водосборния басейн на реката попада в североизточната част на област Велико Търново.
Основни притоци (→ ляв приток, ← десен приток):
- ← Дермендере
- ← Къзъларско дере
- → Кърджалийско дере
- → Върбака
- → Сеяческо дере
- → Поповски Лом (Калакоч)
- → Борназдере
- → Баниски Лом

### Хидроложки показатели
Подхранването на Черни Лом е предимно дъждовно-снежно, с ясно изразен пролетен – март-юни максимум и лятно-есенен – юли-октомври минимум.

## Селища
По течението на реката са разположени 12 населени места, в т.ч. 1 град и 11 села:
- Област Търговище

- Община Търговище – Александрово;
- Община Попово – Априлово, Кардам;
- Община Опака – Опака, Крепча;

- Област Русе

- Община Две могили – Кацелово, Острица, Широково, Пепелина;
- Община Иваново – Табачка, Червен, Кошов;

## Стопанско значение, природни забележителности, риболов
В горното и особено в средното течение, голяма част от водите на реката се използват за напояване.
По нейната долина преминават два третокласни пътя от Държавната пътна мрежа:
- 29,1 km от път № 202 (Русе – Попово), в участъка от село Кацелово до Попово, по левия бряг на реката;
- 14,5 km от път № 409 (Светлен – Омуртаг), в участъка от Светлен до Конак, по левия бряг на реката.

В долното течение на Черни Лом, след устието на Баниски Лом по отвесните скални корнизи през средновековието са издълбани множество изкуствени пещери, обиталища на монаси-отшелници, скални църкви и манастири. Има и множество естествени пещери, най-известната от които е пещерата „Орлова чука", на левия бряг на реката между селата Пепелина и Табачка.
В близост до съвременното село Червен, община Иваново, на десния бряг на реката се намират останките от средновековната крепост Червен.
Поради отсъствието на промишлени предприятия по течението и водосборния басейн на Черни Лом, водите на реката са чисти и се обитават от няколко вида риби, обект на любителски риболов – Каракуда, Шаран, Сом, Морунаш, Мряна, Кефал (речен), Костур, Скобар, Слънчева риба, Платика, Бабушка, Червеноперка и земноводни – Жаби, Раци, Водомерки (3 вида), Тубифекс, Блатен охлюв.

## Топографска карта
- Лист от карта K-35-29. Мащаб: 1 : 100 000.
- Лист от карта K-35-17. Мащаб: 1 : 100 000.
- Лист от карта K-35-16. Мащаб: 1 : 100 000.
- Лист от карта K-35-4. Мащаб: 1 : 100 000.